# Patroon (vorm)

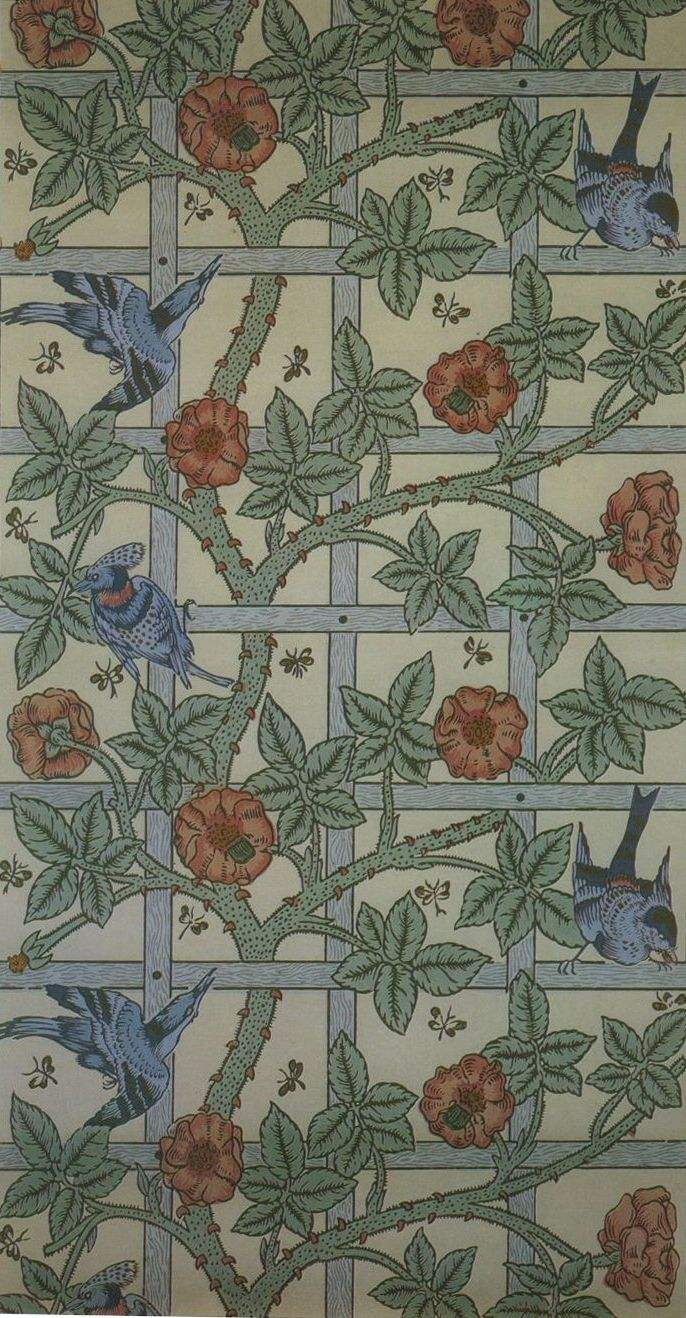
Behangontwerp "Trellis" (latwerk) van William Morris, plm. 1864

Een patroon bestaat uit een herhaling van eenvoudiger eenheden of ontstaat uit een herhaalde toepassing van dezelfde regels.

## Visueel
Visuele patronen kunnen opgebouwd zijn uit bijvoorbeeld cirkels, vierkanten (bijvoorbeeld in dambord-patroon) en of elk ander basisfiguur. Men spreekt ook van een patroon als er niet een strikte herhaling plaatsvindt, bijvoorbeeld in het geval van het werk van Maurits Cornelis Escher wordt de herhaling gekenmerkt door geleidelijke veranderingen van de basisfiguur. Bij fractals ontstaat het patroon door herhaling van een berekening. Naast de wiskundige belangstelling voor patronen (waar iemand als Sebastien Truchet een van de voorlopers in was) komen interessante patronen als decoratie vaak voor, bijvoorbeeld bij behang.
Wiskundig wordt bij symmetrie in het euclidische vlak onder meer van een patroon gesproken als er in minstens één richting translatiesymmetrie is. De symmetrieën worden bij translatiesymmetrie in één richting ingedeeld in 7 strookpatroongroepen, en die in meer richtingen in 17 behangpatroongroepen. Daarnaast zijn er symmetrieën waarbij een patroon zich niet lineair maar rond een centraal punt herhaalt: een rozet, met discrete rotatiesymmetrie of dihedrale symmetrie.

## Denken en gedrag
Als denken en/of gedrag verlopen volgens voorspelbare regels spreekt men van een denk- en/of gedragspatroon. Voor wat betreft gedrag is dit ook op dieren van toepassing. Bestudering van denk- en gedragspatronen bij mensen vindt onder andere plaats in de psychologie en psychiatrie.

## Muziek
In de muziek is een patroon een bepaalde opeenvolging (sequentie) van noten, drums of percussie.
In de klassieke muziek wordt dit allemaal opgeschreven op speciaal voorziene bladen. Tegenwoordig doet men dit ook, maar niet veel meer. Gitaarpatronen (ook riffs genoemd) worden nog opgeschreven.  Dit noemt men tablaturen.
In de moderne muziek, vooral dan in de elektronische muziek, worden de patronen gecreëerd met sequencers. Deze kunnen ofwel hardwarematig (machines) of softwarematig (programma's op de computer) zijn. Sequencers zijn handig om te gebruiken omdat men ter plekke melodieën of ritmes kan creëren, eventueel al experimenterend.